# Edward Ligocki

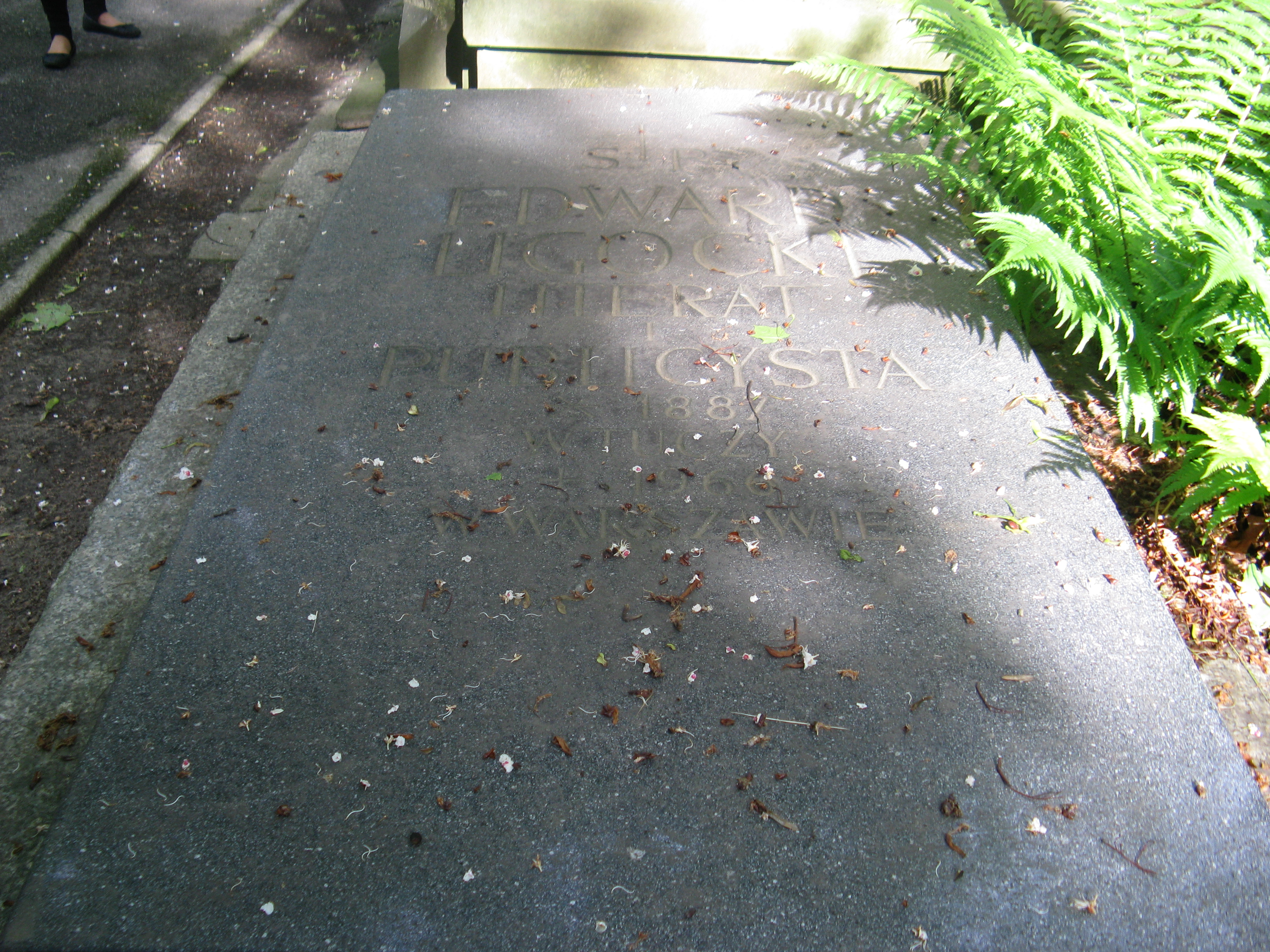
Grób Edwarda Ligockiego na cmentarzu Powązkowskim

Edward Ligocki (ur. 5 marca 1887 we wsi Tucza k. Berdyczowa, zm. 6 maja 1966 w Warszawie) – pisarz, poeta, publicysta, dyplomata, wolnomularz, major piechoty Wojska Polskiego.

## Życiorys
W roku 1904 ukończył gimnazjum w Kijowie. W latach 1904–1907 studiował na Wydziale Filozoficznym Uniwersytetu Jagiellońskiego. W latach 1907–1909 kontynuował studia filozoficzne na uniwersytetach w Lozannie, Fryburgu i w Sorbonie. W roku 1909 powrócił do Kijowa i rozpoczął współpracę z czasopismami w Kijowie, Lwowie i Krakowie. Wydał też powieść „Przeznaczenie” (1909) i „Legendy o Królowej Jadwidze” (1911). 
W latach 1912–1913 przebywał w Szwajcarii, gdzie poślubił Olimpię Gozdawa-Giżycką. Od połowy 1913 zamieszkał w Paryżu, gdzie studiował ponownie na Sorbonie i w École Libre des Sciences Politiques.
Po wybuchu I wojny światowej zajmował się opieką nad polskimi jeńcami z armii niemieckiej. Od roku 1915 w Szwajcarii, gdzie pracował w Centralnym Biurze Prasowym, związanym z Naczelnym Komitetem Narodowym. Wydał w roku 1916 powieść „Sambra i Moza” o walkach Polaków we Francji.
W latach 1918–1919 był sekretarzem poselstwa polskiego w Bernie. W lecie 1919 zamieszkał w Zakopanem. 
Uczestniczył w walkach Frontu Pomorskiego pod dowództwem generała Józefa Hallera. W 1920 roku w czasie wojny polsko-bolszewickiej służył w Oddziale II Informacyjno-Prasowym Generalnego Inspektoratu Armii Ochotniczej. 
Od jesieni 1921 po odejściu z wojska w stopniu majora zamieszkał w Poznaniu. Zajął się pracą dziennikarską. Był delegatem na zjazd Związku Zawodowego Literatów Polskich 4 lutego 1922 w Warszawie. Wydał kilka tomów poezji. W roku 1921 sprawował funkcję prezesa poznańskiego oddziału Związku Zawodowego Literatów Polskich. Po zamordowaniu prezydenta Gabriela Narutowicza został aresztowany wraz z innymi osobami związanymi z generałem Hallerem, lecz w styczniu 1923 zwolniony z aresztu na mocy amnestii.
Wydał szereg książek poświęconych gen. Hallerowi, jak „Płonące Reims” (1921), „Lew św. Marka” (1922), „Nowa legenda” (1921), „Derwisz tańczący” (1924), „Mare Polonum” (1924), „Gdyby pod Radzyminem...” (1927). W roku 1925 uczestniczył w kampanii prasowej przeciw „Przedwiośniu” Stefana Żeromskiego. W roku 1926 pod pseudonimem Jan Młot wydał tekst atakujący obóz Piłsudskiego „Ryzykanci”. Zaatakował także Tadeusza Boya Żeleńskiego w „Rzeczypospolitej”. W kwietniu 1926 zamieszkał w Tulonie we Francji, i zajął się tam pracą literacką. W roku 1927 owdowiał. W roku 1933 przeniósł się do Paryża i został korespondentem polskich dzienników. W roku 1936 został tajnym agentem wywiadu polskiego na statusie dyplomaty. W roku 1939 ożenił się ponownie z francuską poetką Germaine Rale. 
Na początku II wojny światowej uczestniczył w organizacji polskich oddziałów wojskowych na terenie Francji. Od czerwca 1940 przebywał w Szkocji. 29 stycznia 1941 roku został przeniesiony z 7 Brygady Kadrowej Strzelców do Komendy Miasta Edynburg na stanowisko zastępcy komendanta, oficera oświatowego i referenta darów. Po wydaniu w roku 1942 broszury krytykującej politykę Piłsudskiego został karnie zwolniony z wojska. Od jesieni 1943 wykładał polonistykę na Uniwersytecie St. Andrews. W roku 1945 powrócił do Polski i podjął pracę dziennikarza, w latach 1948–1951 w Agencji Publicystyczno-Informacyjnej, potem w RSW „Prasa”. Wydał kilka książek i tłumaczenie dzieła Galileusza „Dialog o dwóch najważniejszych układach świata”.
Zmarł nagle w Warszawie i został pochowany na cmentarzu Powązkowskim (kwatera 6-4-1).

## Kontakty z wolnomularstwem
Według relacji jednego z nieżyjących już wolnomularzy Wielkiego Wschodu Polski, Edward Ligocki przewodniczył loży masońskiej "Nicolaus Copernicus", która miała istnieć w Warszawie od 2 połowy lat. 40. do 1 poł. lat 60. XX w. Brak jednak innych źródeł poświadczających funkcjonowanie takiej tajnej placówki, niezależnej od warszawskiej loży "Kopernik". Natomiast domniemana przynależność Ligockiego do masonerii znajduje potwierdzenie we wspomnieniach biskupa polowego Józefa Gawliny z pocz. lat 40.:

Gdy po odpowiedzi piśmiennej na list. p. gen. Sikorskiego jechałem do Szkocji, tłumaczył mi gen. Kukiel, że Naczelny Wódz [Polskich Sił Zbrojnych] ma wielkie nieszczęście, mianowicie że przez całe życie prześladuje go masoneria. Zapytałem 'Która?'. 'No masoneria, gdyż jest przecież tylko jedna'. Tymczasem główny doradca gen. [Józefa] Hallera, major Edward Ligocki, tzw. pisarz katolicki, przybył pewnego dnia specjalnie do mnie do Bridge of Earn (siedziby sztabu I Dywizji), ażeby mi powiedzieć, że Sikorski do masonerii w 1921 wstąpił. Zapytałem majora: 'A czy to prawda, że pan major sam jest masonem?'. Zakłopotał się i przyznał, że do loży należał, lecz z niej już wystąpił. Odniosłem wówczas wrażenie, że Ligockiemu, a tak samo grupie Modelskiego, zależało na zastąpieniu Sikorskiego przez swego przyjaciela gen. Hallera, którego nazwisko tłumaczyli jako mickiewiczowskie '44' i wobec tego tylko przez jedno 1 pisali. 'Jeżeli już ma być ktoś inny, niech będzie Haller', zresztą Bogu ducha winien i na pewno nie mason.

Nie ma jednak pewności, gdzie pisarz miałby zetknąć się z ruchem wolnomularskim. Mogło mieć to miejsce w Szwajcarii bądź we Francji lub - choć jest to mniej prawdopodobne - w Szkocji.